# Карл Адольф Мартінсен
Карл Адольф Мартінсен (нім. Carl Adolf Martienssen; 6 грудня 1881 — 1 березня 1955) — німецький піаніст і педагог.

## Життєпис
Народився 6 грудня 1881 року в Гюстрові. Походив з великої фермерської родини, яка, вочевидь, тільки іммігрувала в Мекленбург в поколінні свого батька (торговець Gottlieb Martienssen). Мартінсен був молодшим сином в сім''ї, отримав початкову музичну освіту (теорія, орган та фортеп'яно) у Йоганнеса Шондорфа в його рідному місті. Згодом вивчав музичну композицію у Вільґельма Берґера, музикознавство у Ґермана Кретцшмара та гру на фортеп'яно в студента Ліста Карла Кліндворта в Берліні та в Лейпцизькій консерваторії. Він також був учнем Ганса Сітта та Артура Нікіша.
У 1912 році Мартінсен одружився з вчителькою співу Францискою Мартінсен-Ломанн. Хоч в сім'ї було двоє дітей, шлюб було розірвано у 1927 році. (У 1929 році Франциска вийшла заміж за концертного співака і голосового педагога Пола Ломана).
З 1914 року Мартінсен викладав фортеп'яно в Лейпцизькій консерваторії, де він отримав звання професора в 1932 році. Він належав до НСРПН з 1 травня 1933 р. (партійний номер 2.382.346). У 1934 р. Ліга борців за німецьку культуру на чолі з Альфредом Розенбергом рекомендувала призначити його професором Берлінського університету, однак призначили його лише в 1935 році; він став наступником Едвіна Фішера, який просив звільнення з університетської служби, щоб зосередитись на своїй концертній діяльності.
Після Другої світової війни Мартінсен був професором Музичної школи в Ростоці з 1946 по 1950 рік, перш ніж він був призначений в Державну консерваторію в Східному Берліні в 1950 році (сьогодні Hochschule für Musik «Hanns Eisler»).
Він став відомим, серед іншого, як автор методичних праць (1930 Індивідуальна фортеп'янна техніка на основі звукотворчої волі (Die individuelle Klaviertechnik auf der Grundlage des schöpferischen Klangwillens), 1937 Methodik des individuellen Klavierverrichts, 1954 Schöpferischer Klavierunterricht), і як відповідальний редактор точно відредагованих видань Уртексту фортеп'янних сонат Йозефа Гайдна, Вольфганга Амадея Моцарта, Людвіга ван Бетовена, сонатини Антона Діабеллі, деяких творів для фортеп'яно Йоганна Себастьяна Баха та фортеп'янних вправ Карла Черні, всі вони опубліковані у виданні Edition Peters (Лейпциг). У 1912 році (на цьому наголошують відомі музичні енциклопедії) в Копенгагені він зміг відкрити втрачену до того часу кантату Йоганна Себастьяна Баха Мейн Герц швіммт ім Блют (BWV 199).
Серед його учнів були композитори Гуґо Дістлер, Георг Трекслер і Артур Імміш, диригенти Челібідаке і Адольф Фріц Гуль, піаністи Карл-Гайнц Шлютер, Карл Семанн, Макс Мартін Штейн, Себастіан Пешко, а також органісти та хормейстери Томас-Кантор Курт Томас (церква св. Томи Лейпциг), Кройц-Кантор Герберт Коллум (Дрезденська церква Святого Хреста) і Роберт Коблер (Університетська церква Лейпцига), давній хоровий директор Берлінської державної опери Ернст Стой та численні відомі вчителі музики, такі як Авґуст Леополдер, Оттілі Фрешле та Курт Гессенберґ .
Мартінсен помер у Берліні у віці 73 років.

## Публікації
- Індивідуальна фортеп'янна техніка на основі звукотворчої волі (Zur Methodik des Klavierunterrichts), Верлаг Петерс, Лейпциг, 1937 рік.
- Die individuelle Klaviertechnik auf der Grundlage des schöpferischen Klangwillens. Verlag Breitkopf & Härtel, Лейпциг 1930.
- Schöpferischer Klavierunterricht. Verlag Breitkopf & Härtel, Leipzig 1954. (перекладено кількома мовами)
- Бетовен Соната для клавіра.[11]